# Bert van Marwijk
Lambertus "Bert" van Marwijk, född 19 maj 1952 i Deventer, är en nederländsk före detta fotbollsspelare, senare tränare. Han var Saudiarabiens tränare från 2015 till 2017. Han blev förbundskapten för Australien 2018.
Bert van Marwijk ledde Feyenoord till seger i Uefacupen 2002.
Han är svärfar till Mark van Bommel.

## Spelarkarriär
- 1969–1975: Go Ahead Eagles
- 1975–1979: AZ Alkmaar
- 1979–1987: MVV Maastricht
- 1987–1988: Fortuna Sittard
- 1988–1989: Assent FC (Belgien)

## Tränarkarriär
- 1982–1986: MVV Maastricht, ungdomstränare
- 1986–1990: SV Meerssen, ungdomstränare
- 1990–1991: FC Herderen (Belgien)
- 1991–1995: RKVCL Limmel
- 1995–1998: SV Meerssen
- 1997–2000: Fortuna Sittard
- 2000–2004: Feyenoord Rotterdam
- 2004–2007: Borussia Dortmund
- 2007–2008: Feyenoord Rotterdam
- 2008–2012: Nederländerna
- 2013–2014: Hamburger SV
- 2015–2017: Saudiarabien
- 2018: Australien
- 2019, 2020–2022: Förenade arabemiraten